# Підостапи
Підоста́пи (до 1954 року хутір)— село в Україні, в Коростенському районі Житомирської області. Населення становить 60 осіб.